# Administración Federal de Ingresos Públicos
La Administración Federal de Ingresos Públicos (AFIP) fue un organismo autónomo del Estado argentino, bajo la supervisión del Ministerio de Economía, encargado de la recaudación de impuestos. Su función abarcaba la aplicación, percepción, recaudación y fiscalización de las rentas e impuestos nacionales. Esto se realizaba a través de distintas direcciones: la Dirección General Impositiva se ocupaba de los impuestos internos, la Dirección General de los Recursos de la Seguridad Social gestionaba los tributos sobre la nómina salarial, y la Dirección General de Aduanas se encarga de los impuestos externos. Además, entre sus atribuciones, la AFIP tenía la responsabilidad de regular los derechos y obligaciones de los contribuyentes.

## Funciones y facultades
Las funciones y facultades de la AFIP incluyen la aplicación, percepción y fiscalización de los tributos y accesorios dispuestos por las normas legales de la Nación, y en especial de:
- Los tributos que gravan operaciones ejecutadas en el ámbito territorial y en los espacios marítimos, sobre los cuales se ejerce total o parcialmente la potestad tributaria nacional.
- Los tributos que gravan la importación y la exportación de mercaderías y otras operaciones regidas por leyes y normas aduaneras que le estén o le fueren encomendadas.
- Los recursos de la seguridad social correspondientes a:

1. Los regímenes nacionales de jubilaciones y pensiones, sean de trabajadores en relación de dependencia o autónomos.
2. Los subsidios y asignaciones familiares
3. El Fondo Nacional por situaciones de cualquier naturaleza que puedan surgir de la aplicación y cumplimiento de las normas legales.

- El control del tráfico internacional de mercaderías dispuesto por las normas legales respectivas.
- La clasificación arancelaria y valoración de las mercaderías.
- Todas aquellas funciones que surjan de su misión y las necesarias para su administración interna.[3]

## Historia
La Dirección General Impositiva y la Dirección General de Aduanas funcionaban como organismos independientes el uno del otro, y fueron puestos bajo la misma órbita de la AFIP durante el gobierno del presidente Carlos Menem, mediante el Decreto 1156/96 y el Decreto 618/97.
Desde fin de diciembre de 2011 hasta abril de 2012 parte del personal de la Dirección General Impositiva y la Dirección General de los Recursos de la Seguridad Social realizó una huelga y movilización contra la unificación del horario de atención.
En 2020, durante el aislamiento social obligatorio decretado por la pandemia de COVID-19, la AFIP se hizo cargo del programa de Asistencia de Emergencia al Trabajo y la Producción (ATP) que se encarga de pagar parte de los salarios del sector privado y de otorgar créditos a tasa cero.

## Nómina de directores
| N.º | Administrador               | Partido | Partido                                | Periodo                                           | Presidente                      |
| --- | --------------------------- | ------- | -------------------------------------- | ------------------------------------------------- | ------------------------------- |
| 1   | Carlos Alberto Silvani      |         | Independiente                          | 19 de octubre de 1996 - 2 de junio de 2000        | Carlos Menem Fernando de la Rúa |
| 2   | Héctor Costantino Rodríguez |         | Unión Cívica Radical                   | 8 de junio de 2000 - 29 de agosto de 2001         | Fernando de la Rúa              |
| 3   | José Armando Caro Figueroa  |         | Acción por la República                | 29 de agosto de 2001 - 21 de diciembre de 2001    | Fernando de la Rúa              |
| 4   | Alberto Abad                |         | Partido Justicialista                  | 2 de enero de 2002 - 19 de marzo de 2008          | Eduardo Duhalde Néstor Kirchner |
| 5   | Carlos Rafael Fernández     |         | Partido Justicialista                  | 19 de marzo de 2008 - 25 de abril de 2008         | Cristina Fernández de Kirchner  |
| 6   | Claudio Moroni              |         | Partido Justicialista                  | 6 de mayo de 2008 - 30 de diciembre de 2008       | Cristina Fernández de Kirchner  |
| 7   | Ricardo Echegaray           |         | Partido Justicialista                  | 30 de diciembre de 2008 - 10 de diciembre de 2015 | Cristina Fernández de Kirchner  |
| 8   | Alberto Abad                |         | Partido Justicialista                  | 10 de diciembre de 2015 - 31 de marzo de 2018     | Mauricio Macri                  |
| 9   | Leandro Cuccioli            |         | Independiente                          | 1 de abril de 2018 - 10 de diciembre de 2019      | Mauricio Macri                  |
| 10  | Mercedes Marcó del Pont     |         | Movimiento de Integración y Desarrollo | 10 de diciembre de 2019 - 1 de agosto de 2022     | Alberto Fernández               |
| 11  | Carlos Castagneto           |         | Kolina                                 | 5 de agosto de 2022 - 9 de diciembre de 2023      | Alberto Fernández               |
| 12  | Florencia Misrahi           |         | Independiente                          | 11 de diciembre de 2023 - 24 de octubre de 2024   | Javier Milei                    |

## Acuerdos de información
Entre 2009 y 2015, la AFIP extendió su jurisdicción de intercambio de datos impositivos o aduaneros a 133 naciones, incluyendo el Acuerdo entre Autoridades Competentes para la aplicación del Estándar Globales de transparencia. En 2014 la Argentina  adhirió a una iniciativa por la lucha por la transparencia tributaria internacional y la cooperación en materia fiscal en el ámbito del G20. Echegaray detalló que esta herramienta sirve para un mejor funcionamiento de las leyes tributarias nacionales, en particular con miras a combatir la elusión y evasión tributaria".

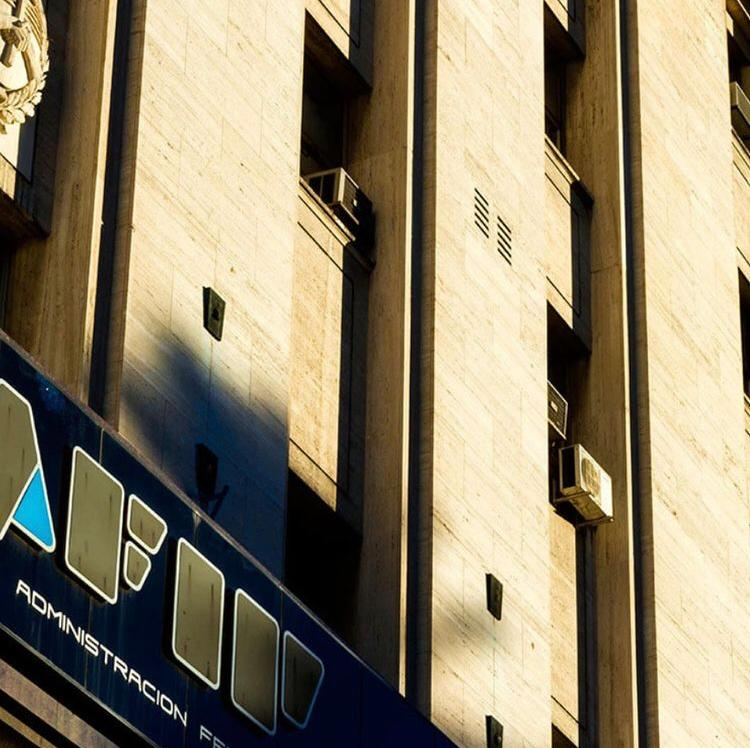
Una de las sedes principales de AFIP, ubicada en Buenos Aires, Argentina.

Entre los países que firmaron el acuerdo se destacan Alemania, España, Reino Unido, Francia, Grecia, India, Colombia, Italia, México, Sudáfrica, Países Bajos, Luxemburgo e Irlanda, país con el que la Argentina firmará próximamente un convenio bilateral de intercambio de información en materia tributaria. Además, estas naciones también suscribieron el acuerdo de información: Anguila, Barbados, Bélgica, Bermudas, Bulgaria, Chipre, Corea, Croacia, Curazao, República Checa, Dinamarca, Eslovaquia, Eslovenia, Estonia, Finlandia, Gibraltar, Grecia, Guernsey, Hungría, Isla de Man, Islas Caimán, Islas Feroe, Islas Turcas y Caicos, Islas Vírgenes Británicas, Islas Mauricius, Islandia, Jersey, Letonia, Liechtenstein, Lituania, Malta, Montserrat, Noruega, Polonia, Portugal, Rumania, Seychelles, y Suecia.
En diciembre de 2009 la AFIP tenía 23.269 empleados, y en noviembre de 2015 contaba con 22.732 trabajadores, lo que representaba una racionalización de 537 puestos.

## Controversias
En 2016, comenzó la causa por la filtración de datos en AFIP, el fiscal Taiano imputó penalmente a Alberto Abad (jefe de la AFIP) y a la diputada de la Coalición Cívica ARI Elisa Carrió, entre otros, por "filtrar" información confidencial sobre contribuyentes, con objetivos políticos. A su vez, se denunció que se están borrando pruebas en AFIP que involucran a políticos de la Alianza gobernante.
En 2012 el Juzgado Correccional 13 de Capital Federal fraguó ideológicamente un procesamiento contra un contribuyente en una causa (27743/12).  
No obstante, el agente Diego Alejandro Franco presentó en el año 2015 una causa falseada ideológicamente en contubernio con una Fiscalía Correccional.[cita requerida]

## Disolución de la AFIP
El 21 de octubre de 2024, el gobierno de Javier Milei anunció la disolución de la AFIP sin transferir sus competencias, y la creación de un nuevo organismo denominado Agencia de Recaudación y Control Aduanero (ARCA). No obstante, aún se desconoce la independencia y autarquía de esta nueva entidad. Finalmente el 24 de octubre de 2024 se decretó su disolución.